# Eleanor C. Pressly
Eleanor Crockett Pressly (1918 - 10 mai 2003) est une mathématicienne et ingénieur aéronautique qui a travaillé sur les fusées-sondes du programme Goddard Space Flight Center de la NASA.

## Jeunesse et formation
Eleanor Crockett Pressly naît en 1918 à Due West (Caroline du Sud), la seule enfant de Samuel Agnew Pressly et Georgie Crockett,. Elle obtient son bachelor à l'Erskine College en 1938 et son master en mathématiques à l'Université Duke en 1943.

## Carrière
Pendant la seconde guerre mondiale, Pressly enseigne les mathématiques aux étudiants du corps aérien du Winthrop College et travaille au Laboratoire de recherche radio de l'Université Harvard. Après la guerre, elle est mathématicienne et ingénieur de recherche aéronautique au laboratoire de recherche navale des États-Unis et membre de l'American Rocket Society. Elle supervise les lancements à White Sands Missile Range et à Fort Churchill (Manitoba).
Pressly est transférée au Goddard Space Flight Center de la NASA peu après son ouverture en 1958, comme responsable de la Section Véhicules de la Division de l'intégration des engins spatiaux et des fusées sondes, chargée des sondes lancées dans la mésosphère. Elle développe Aerobee Jr., co-développe Aerobee-Hi 150 et supervise le design de Aerobee Hi 150 A, des fusées sondes utilisées durant l'Année géophysique internationale (1957-1958).
En 1963, Pressly reçoit, avec six autres femmes, le Federal Woman's Award, prix décerné aux employés fédéraux qui ont apporté des contributions majeures à leurs programmes. En 1964, Lady Bird Johnson invite Pressly à la Maison Blanche, pour un déjeuner sur les femmes dans le programme spatial. En 1966, elle préside un panel à la Conférence sur la balistique des fusées non guidées à El Paso (Texas). En 1981, elle reçoit le prix Mary Mildred Sullivan de l'Association des anciens élèves d'Erskine.
Elle meurt le 10 mai 2003 à Rockville (Maryland).

## Publications
Pressly publie de nombreux articles, dont :
- Counting with Geiger Counters (Review of Scientific Instruments 1949, avec Homer E. Newell)[11]
- Upper Atmosphere Research Report Number 21. Summary of Upper Atmosphere Rocket Research Firings (Naval Research Laboratory, février 1954, avec Charles P. Smith Jr.)[12]
- A Mass Spectrometric Study of the Upper Atmosphere (1954, avec John W. Townsend Jr. et Edith B. Meadows)[13]
- Future Sounding Rockets (1958, avec Newell et Townsend)[14]
- The Aerobee Rocket (1958, avec Townsend et James Van Allen)[15]
- The Sounding Rocket as a Tool for College and University Research (NASA, December 1962)[16]